# Gert Viertel

Gert Viertel (1997)

Gert Henning Michael Viertel, auch Gert M. Viertel, (* 12. Juli 1943 in Berlin; † 31. Juli 2019 in Sigmaringen) war ein deutscher experimenteller Teilchenphysiker.

## Leben
Gert Viertel studierte Naturwissenschaften an der Johannes Gutenberg-Universität Mainz und der Universität Bern. Bei Beat Hahn am Institut für Hochenergiephysik der Universität Bern wurde er promoviert. Von 1978 bis zum Eintritt in den Ruhestand 2008 war er zunächst als wissenschaftlicher Mitarbeiter am Institut für Teilchenphysik an der ETH Zürich tätig. Ab 1984 war er wissenschaftlicher Adjunkt und ab 1990 Sektionschef am Labor für Hochenergiephysik und Leiter der Abteilung Technik und Entwicklung. 1996 wurde er an der ETH Zürich zum Professor ernannt.
Viertel beschäftigte sich als Teilchenphysiker mit der Entwicklung und dem Bau von Detektoren für Experimente an den Grundlagenforschungszentren Deutsches Elektronen-Synchrotron DESY in Hamburg und CERN bei Genf. Unter anderem war er in den 1980er Jahren führend an der Konstruktion des Time Expansion Chamber als Spurdetektor am Large Electron-Positron Collider (LEP, L3-Experiment) des CERN beteiligt und er leistete wichtige Beiträge zur Entwicklung des Kristallkalorimeters und Spurdetektors des CMS-Experiments am Large Hadron Collider (LHC). Er war auch maßgeblich am Alpha-Magnet-Spektrometer beteiligt, welches auf der Internationalen Raumstation ISS installiert wurde und seit 2011 erfolgreich Daten aufzeichnet.
Viertel starb am 31. Juli 2019 im Alter von 76 Jahren in Sigmaringen.